# Papyrus 3
- Papyrus
- Onciale
- Minuscules
- Lectionnaire

Le papyrus 3 (dans la numérotation Gregory-Aland), désigné par le sigle {\displaystyle {\mathfrak {P}}}3, est une ancienne copie du Nouveau Testament en grec trouvé en Égypte. Il s'agit d'un papyrus manuscrit de l'Évangile selon Luc (7,36-45; 10,38-42). Le manuscrit a été daté par paléographie au début du VIe siècle ou VIIe siècle.

## Description
La taille de la feuille est de 24,5 cm par 11,5 cm.
Le texte grec de ce codex est représentatif des textes mixtes. Kurt Aland le place dans la Catégorie III.
Il est actuellement détenu à la bibliothèque de la Bibliothèque nationale autrichienne (Pap. G. 2323) à Vienne,.